# Aino Shingo
Shingo Aino (sinh ngày 23 tháng 7 năm 1978) là một cầu thủ bóng đá người Nhật Bản.

## Sự nghiệp câu lạc bộ
Shingo Aino đã từng chơi cho Cerezo Osaka.